# Nyújtott limuzin

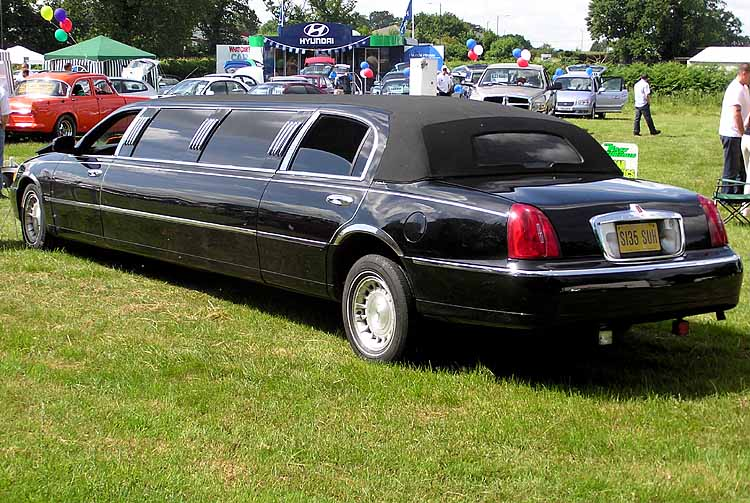
Fekete Lincoln Town Car stretch limo egy bristoli (Nagy-Britannia) autókiállításon

A nyújtott limuzin (becézve: limó) luxuskategóriájú gépkocsik extra hosszúságúra átalakított változata.
A limuzinok legtöbbször neves autógyártók luxusmodelljeiből épülnek. Az autógyártó cégek mindössze ajánlást adnak az autó átépítésére, és ha ennek betartásával készül el a nyújtott limuzin, csak abban az esetben vállalnak érte felelősséget .

## Előforduló nevek
A magyar köznyelvben a limuzin szót még a lépcsős hátú modellekre is használják. Ez a fogalmi zavar előfordul angol nyelvterületen is, ezért a félreértések elkerülése végett a „limousine” szó elé sok esetben kiírják a „stretch” előtagot. A zavar oka, hogy az alapmodellek általában limuzin karosszériás autók, ezért örökölték a nyújtott változataik is a „limuzin” kifejezést.

## Történelem

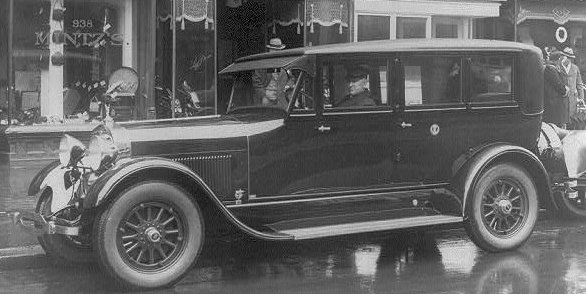
Calvin Coolidge amerikai elnök Lincoln limuzinja kb. 1924-ből

A limuzin építés az Amerikai Egyesült Államokból származik. Kezdetben, a kissé hosszabb, presztízskategóriájú személyautókat nevezték így, melyek 5-7 személy kényelmes szállítását szolgálták, elsősorban a megnövelt lábtér miatt. Idővel megjelentek a három üléssoros limuzinok, és a hátsó két üléssort egymással szemben építették be a nagyobb kényelem érdekében. Később megjelentek a még hosszabb limuzinok, melyek zenekarokat (stage coach) vagy reptéri utasokat szállítottak (airport coach). (Angolul ezért hívják a limuzinépítő és különleges autókat készítő cégeket „Coachbuilders”-eknek.)
E különleges modellek a nyújtott limuzinok előfutárai voltak, de nem rendelkeztek akkora luxussal és kényelemmel, továbbá a hagyományos üléssorok (3-5 sor egymás mögött) mindkét végéhez egy-egy ajtó került. A nyújtott limuzinok üléssorai napjainkban, általában egymással szembe néznek, az autók 4-6 ajtóval készülnek, felszerelve az aktuális kor luxuskiegészítőivel (bőr kárpit, bárpult, hűtő, telefon, multimédia, hangulatvilágítás stb.), a vezetőfülkét pedig egy gombnyomásra irányítható térelválasztó különíti el. Később a technika és az autóipar fejlődésével egyre hosszabb limuzinok születtek, és megjelentek a „super stretch” limuzinok, melyek ma már egy kisebb busz befogadóképességével vetekednek.

## Felhasználás
A nyújtott limuzinok, hagyományosan a gazdagságot, a jólétet vagy éppen a hatalmat szimbolizálják, ezért magas presztízsértékű luxuscikknek vagy szolgáltatásnak számítanak. Kivétel nélkül sofőr vezeti, és az első részt egy választófal határolja el a hátsó tértől, emiatt gyakori a belső telefonrendszer vagy a belső kamera és monitor.
Általában diplomaták, politikusok, hírességek, magas beosztású vezetők vagy igen gazdag, felső-osztálybéli polgárok birtokolják és közlekednek vele, de sok bérelhető is közülük alkalmi eseményekre, például esküvőre. A limuzinokon belül is igen nagy az érték és presztízsbeli különbség, ezt elsősorban a limuzin alapjának használt donor autótípus márkája, modellje és ezzel járó presztízse határozza meg, de számít még az előállított darabszám, ami függvénye a modell ritkaságának, a vételár, a felhasznált anyagok, vagy éppen egy híres előző tulaj. Az ilyen ritka limuzinok hatalmas összegekért cserélnek gazdát és általában magángyűjteményekben pihennek, alkalmilag használva.

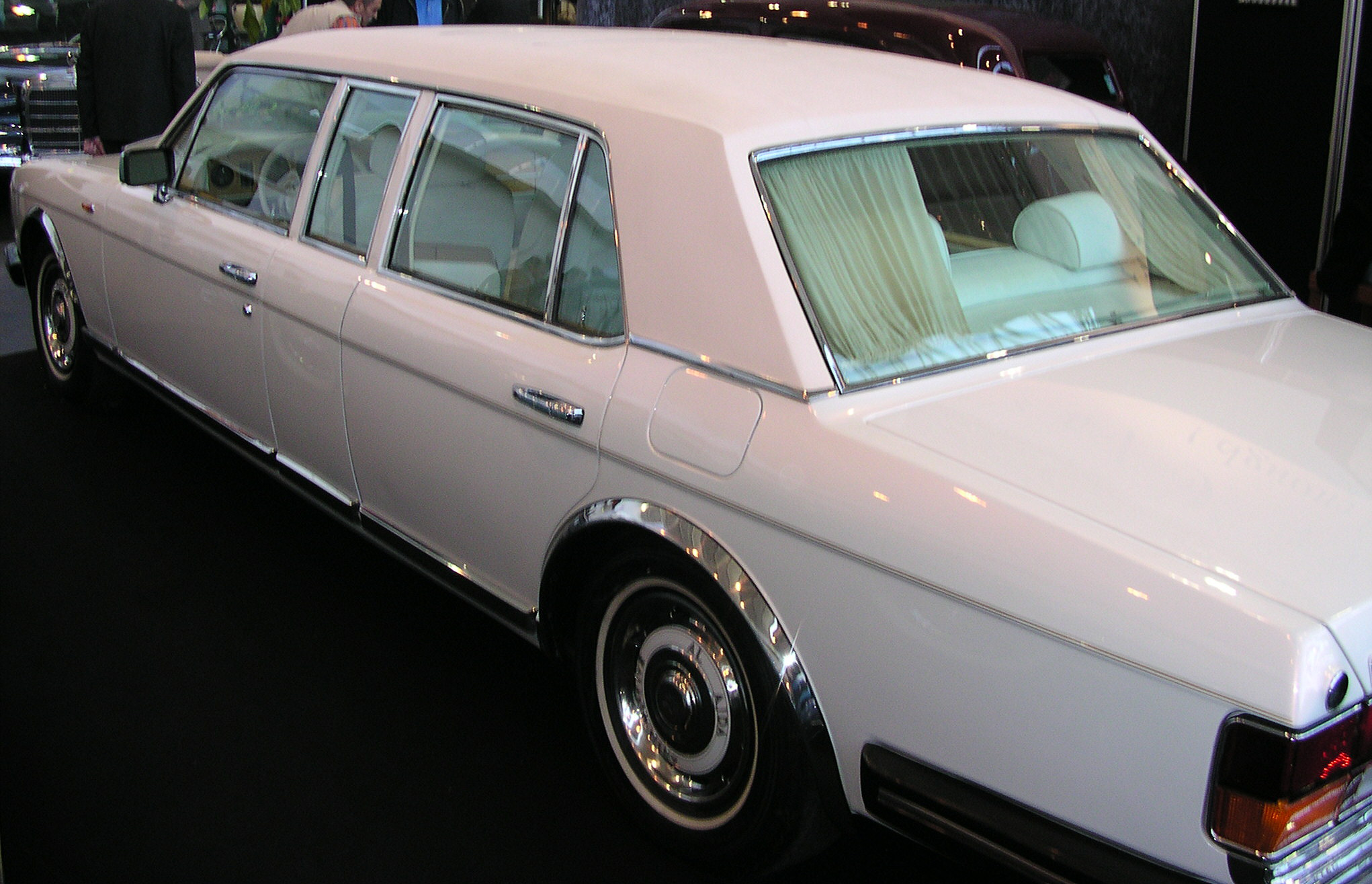
Rolls-Royce Silver Spur rövid toldattal...

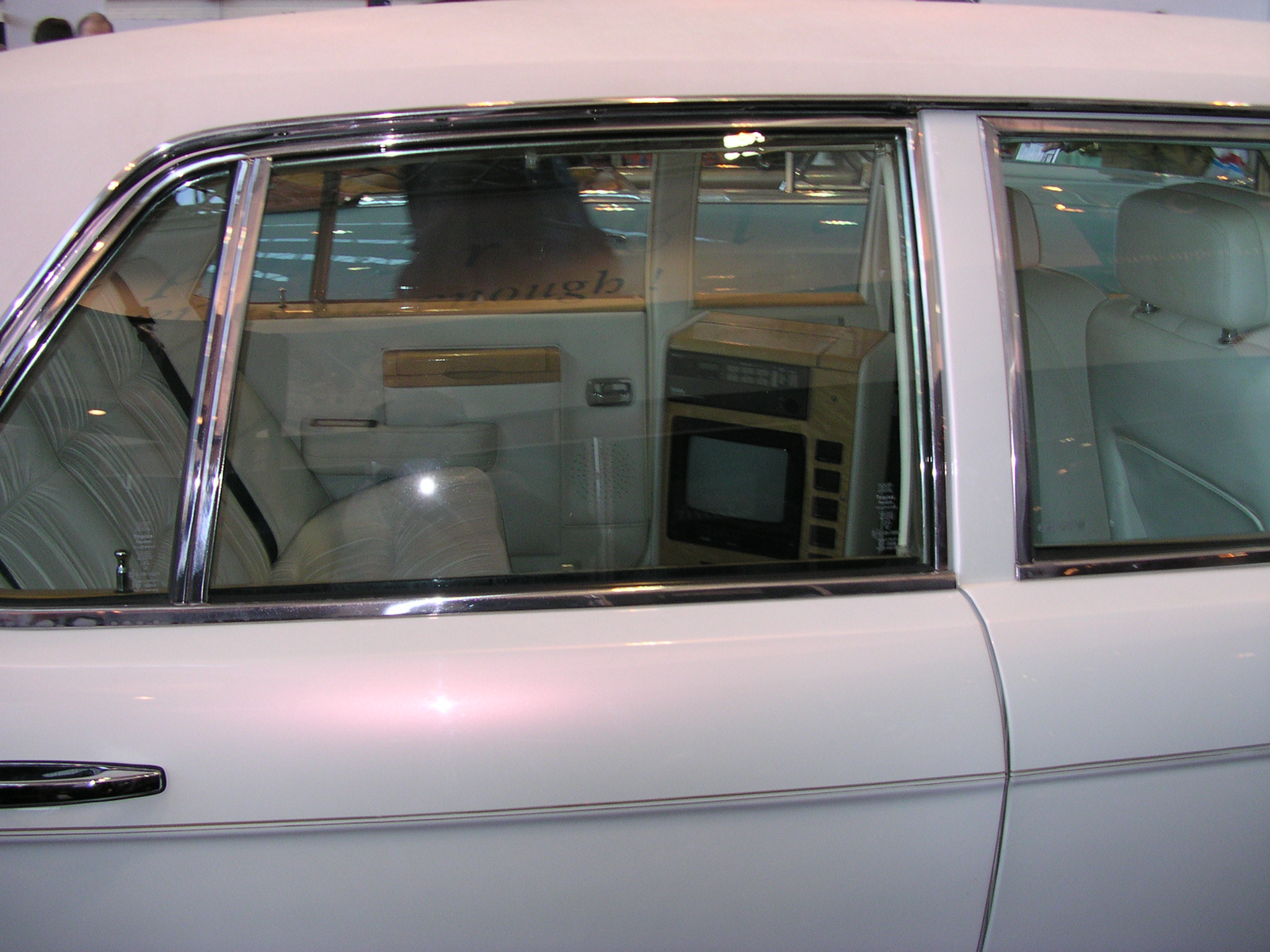
...és a beltere

Megint más limuzinok egyéb extrával is rendelkeznek, például páncélozott kivitelűek, ezek jellemzően állami vezetők autói vagy egyedi megrendelésre készülnek.

## Hogyan készül
A nyújtott limuzinok legtöbbször nagy, reprezentatív, négyajtós autókból készülnek, amik már ekkor is magas kényelmi színvonalúak. Amerikában hagyományosan a Cadillac és a Lincoln modelljeiből készülnek leggyakrabban. Európai gyártók közül a Mercedes, a BMW, a Volvo, a Rolls-Royce, a Bentley, a Daimler, a Jaguar és a Ford modelljeiből készítenek leggyakrabban nyújtott limuzint. Újabban négyajtós platós, vagy még inkább ötajtós zárt terepjárókból is készülnek nyújtott limuzinok, ilyenek a Cadillac, a Lincoln, a Ford, a Hummer, a Chevrolet, a Dodge, a Land Rover, a Mercedes és a BMW terepjárói.
Néhány autógyártó saját maga készíti el egy-egy luxusmodellje limuzin változatát, de ez a ritkább eset. A limók túlnyomó többsége limuzinépítő cégek keze alól kerül ki, és tulajdonképpen ezek versenye határozza meg a piacot, illetve az egy-egy frissen megjelent luxusmodell mint alap. Gyakorlatilag szinte minden autó átalakítható nyújtott limuzinnak az erre szakosodott építő (vagy átépítő és tuningoló) cégek keze által, így ma már találkozhatunk klasszikus, sport, illetve terepjáró nyújtott limuzin modellekkel is. Az Amerikai Egyesült Államokban nyújtott limuzinoknak gyorsasági versenyt is rendeznek, bár a megnövelt méret (főleg ha páncélozott is) igencsak hajlamosak lomhává tenni ezeket a járműveket, de megfelelő teljesítményű motorral ez kiküszöbölhető.
A gyártás lényege, hogy az alapmodell karosszériájának keresztmetszetével azonos toldatot alakítanak ki, ami fél-egy métertől több méterig, akár 10-15 méterig is terjedhet. Ezen kívül a kocsin végighúzódó gépészeti részek kialakítása is szükséges, mint a kipufogórendszer vagy a kardántengely. A toldatba kényelmi és szórakoztatóeszközök kerülnek, ezek elektronikáját is ki kell építeni. Ezt operálják aztán be a szétfűrészelt kocsi két része közé. Ritkábban a kocsi hátsó részét, vagy azt is meghosszabbítják, így a hátsó ülések elkerülnek az ajtótól, amivel könnyebb a ki- és beszállás.
Kívülről a toldalék maximálisan illeszkedik az adott alapmodell stílusába, az oldalfal, az ablak vagy ablakok és a tető is pontosan az eredeti autó alkatrészének folytatásaként van kialakítva. Ritkábban enyhe szélesítés vagy tetőmagasítás is előfordul. Kisebb toldatnál egy ablak található, ritkán egy sem, csak egy széles oszlop, amin egy vagy több függőleges helyzetjelzőlámpa kap helyet. Ilyen lámpa néhány autógyár alapmodelljén is előfordul, de a nyújtott limuzinoknál mindenképpen, mivel stílusosan ezek jelzik a jármű hosszúságát. Hosszabb toldatnál nagyobb ablak, még hosszabbnál pedig több ablak található, ez utóbbiak mind egyforma méretűek, az őket elválasztó oszlopokra pedig ugyanúgy helyzetjelzőlámpák kerülnek. A megnövelt tetőfelületen nagyon gyakran egy vagy több tetőablak is található.

## Típusok

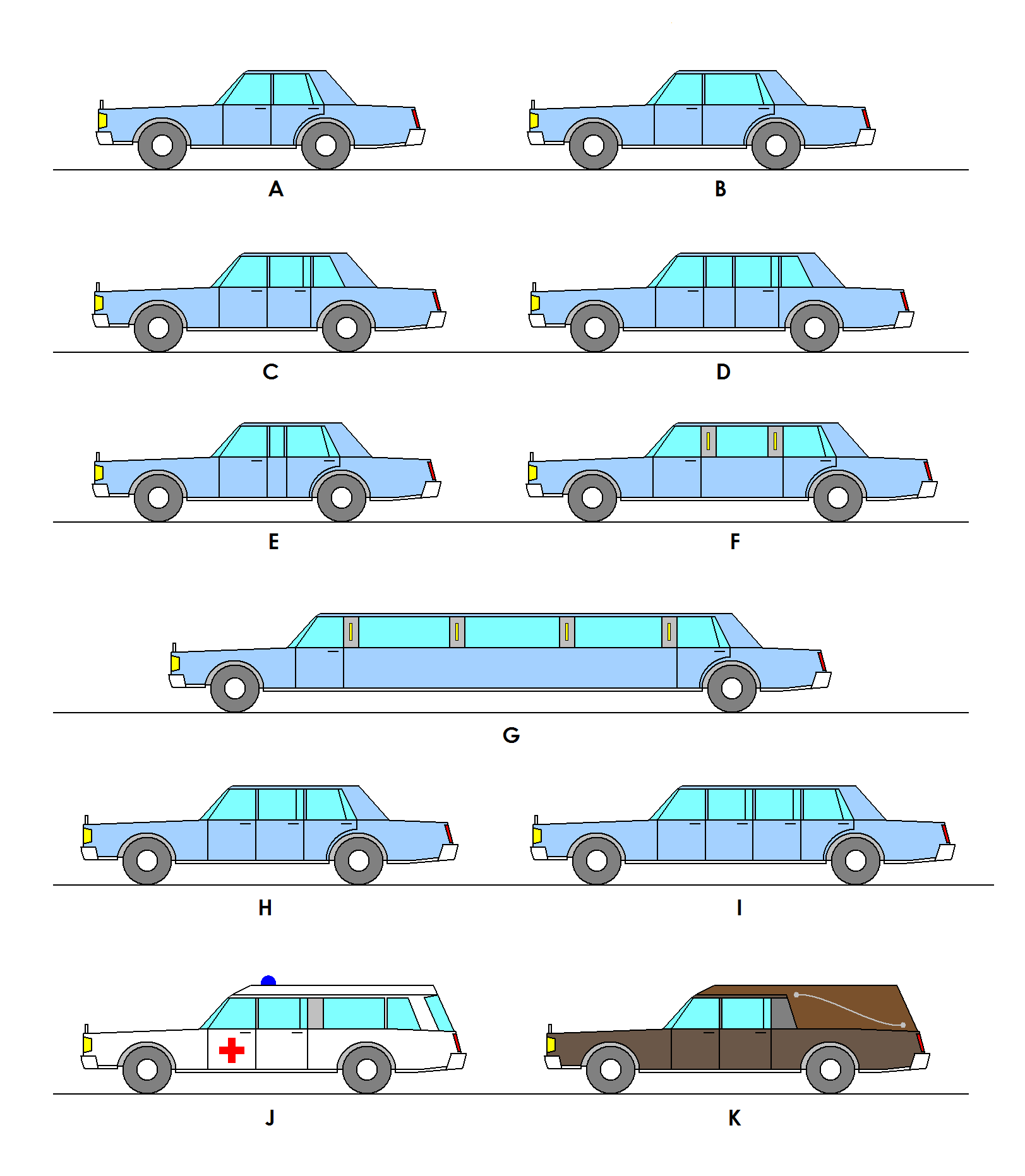
Az elterjedt limuzintípusok (A-K lásd a leírásban)

A nyújtott limuzinokból igen változatos a felhozatal. Alább ezek legjellemzőbb típusai szerepelnek, a képen pedig a betűvel jelzett változat.
- A – Az alapjármű, ez a gyári, sztenderd limuzin, de már ez is sokféle extrával rendelkezhet. Sofőrrel is vezettethető, de sokszor még maga a tulaj vezeti. Hagyományos üléselrendezése van, legfeljebb öt személy számára.
- B – Ez a változat már hosszabb, ez a hosszabb hátsó ajtón látszik. Itt nagyobb a lábtér, és több kényelmi berendezésnek van hely. Ez is rendszerint gyári modell, például a BMW is rendelkezik ilyen típussal a 7-es modellnél (sima=i, hosszú=iL).
- C – Itt az utastér már bővített, de hátrafelé. A hátsó ajtók előrébb kerülnek az ülésektől, így elkerülnek az ajtó elől, amitől kényelmesebb a ki- és beszállás, valamint bőven van hely a lábnak és a kényelmi berendezéseknek. Az ilyen változat gyakran plusz, lehajtható ülésekkel rendelkezik az ajtó vonalában, és van olyan változata is, ami a sofőrtől hátrafelé lehajtható vászontetővel készül. A kocsi maximálisan hét személyes lehet. Régen gyárilag is szerepelt bizonyos autógyárak kínálatában.
- D – Hasonló az előbbihez, de itt már a két ajtó közé is kerül egy toldat. A konstrukció emlékeztet a postakocsikéra: az ülések az ablakoknál vannak, az ajtók közötti hátrafelé néz. A hátsó ajtó a két hátsó üléssor közötti térre nyílik, könnyű ki/beszállást biztosítva, és gyakran a tető is emelve van e célból. Főleg politikai vezetők használnak ilyen limuzint, mint az amerikai elnökök. Régen szintén volt gyári változata, például a Mercedesnél. Bizonyos változatok toldatain nincsenek ablakok.
- E – Ekkor a két ajtó közé egy kis toldat kerül. Hasonló a B változathoz, de ez annál tágabb belterű. A toldatnak kis ablaka van, de lehet ablaktalan is. Az utasszám itt is legfeljebb négy vagy öt személy lehet, de olyan egyedi változat is készült, ahol mindössze egyetlen hátsó ülés van középen, nyilvánvaló vezetői felhasználásra.
- F – Ez már a közismert nyújtott limuzin: hosszú toldat a két ajtó között, lámpákkal az oszlopokon. Az üléselrendezés hasonló a D változathoz, de itt az ajtó a hátsó ülésre nyílik, a toldat pedig nagyobb, így a toldatban a hátranéző üléseken kívül bőven van helye minibárnak, tévének, és más kényelmi eszközöknek. Esetenként azonban itt is előfordulhat, hogy a hátsó ajtó után is nyújtanak picit, így az ülések szintén hátrább kerülnek, amivel nem képeznek akadályt.
- G – Az előbbi továbbnyújtott változata, itt már szinte bárminek a kialakítására van hely és lehetőség. Alapesetben a toldatban az egyik oldalon egy összefüggő üléssor húzódik végig, a másik oldalon pedig minibár, tévé, hifi és egyéb kényelmi berendezések találhatók. Bizonyos változatok a toldaton is rendelkezhetnek ajtóval, valamint három vagy több tengelyesek is lehetnek, és olyan "abszurd" dologgal is fel lehetnek szerelve, mint például úszómedence.
- H és I – Többajtós limuzinok, ahol további hagyományos, előrenéző üléssorok találhatók, saját ajtókkal. Ilyenformán hat- és nyolcajtós kivitelűek, mert az üléssorok között nincs kapcsolat. Az ilyen autóknál elsősorban nem kényelmi szempontok számítanak, hanem több ember gyors, egyszeri elfuvarozása a cél. A nyolcajtós limuzinokat főleg reptéri transzferekhez használták régen, ameddig el nem terjedtek a mikrobuszok, így ilyenek ma már nem készülnek. Hatajtós limuzinok viszont még igen, főleg temetők használják a gyásznép diszkrét fuvarozására, ezen kívül autókölcsönzők és diplomáciai szervek is delegációk, csoportok számára. A hat ajtós nyolc-kilenc személyes, a nyolc ajtós tizenegy-tizenkét személyes lehet.
- J – Mentőautó, ami nem kimondottan nyújtott limuzin, de a felhasználása miatt jelentős átalakításokat hajtanak végre rajta. Nyújtott és magasított karosszériája van az ellátáshoz szükséges beltér elérése miatt. Amerikában évtizedekig gyártásban volt a személyautóból készült mentőjármű, de ilyet ott ma már nem készítenek. Európában viszont igen, ilyenek például a Binz cég autói, amiket a Mercedes E osztályos modelljeiből alakítanak ki. A mentőkben két vagy háromfős személyzet fér el.
- K – Halottaskocsi koporsók szállítására, aminek a készítése szintén hosszú időre nyúlik vissza. Az autó kialakítása hasonló a mentőével, mindkettő kombijellegű, általában magasított tetővel. A halottaskocsi karosszériája régies hatást keltő krómdíszekkel készül, de belül is nagyon igényes anyaghasználat jellemző. Ablakos és ablaktalan változat is van, ablakaiban dekoratív függönyök vannak elhelyezve. Kiviteltől függően a kocsiban kettő vagy öt fő részére van hely.

## Egyedi limuzinok

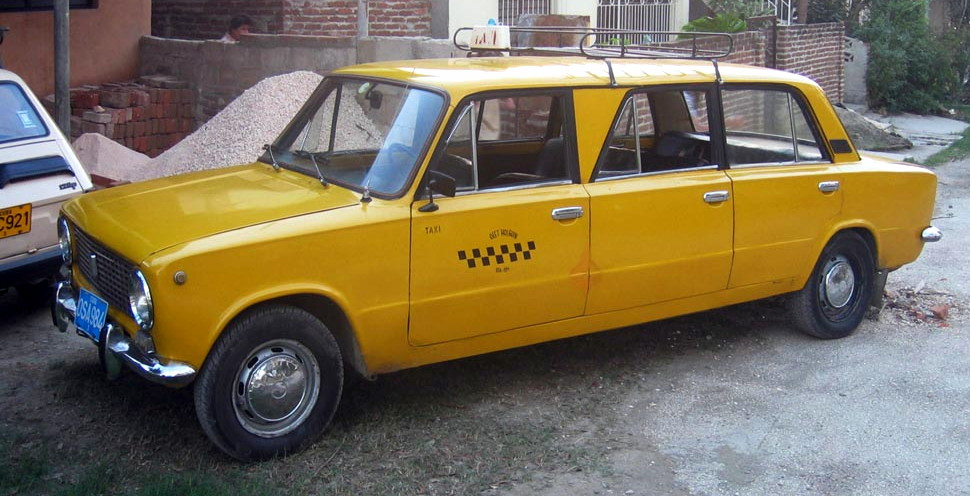
Lada limuzin hat ajtóval, példa az egyértelmű "buhera"-limuzinra

Vicces kedvű építők néha átalakítanak híres vagy hírhedt kultusz autótípusokat is, így létezik Mini Morris, Lada sőt Trabant limuzin is. A limuzinok színe hagyományosan fehér vagy fekete, de ma már megtalálható minden színű, John Lennonnak pedig maga a Rolls Royce cég készített pacifista mintákkal dekorált, szivárvány színekben pompázó hippilimuzint. Természetesen a Bigfoot jellegű átépítés és a praktikusnál jóval hosszabb és több kerekű limuzinok is ide tartoznak. Ezek külön megrendelésre készülnek, általában egy példányban, vagy magánépítésű darabok.
A világ leghosszabb limuzinja 100 láb (kb. 30,5 méter) hosszú, és egy Cadillac Eldoradoból eszkábálta a kaliforniai Jay Ohrberg, aki egyedi és filmes autók építésére szakosodott. A jármű az American Dream (Amerikai álom) nevet viseli, két sofőrrel vezethető és összesen 24 keréken gördül 12 tengelyen (három elöl, négy középen és öt a végén). A kocsi végén a csomagtartó helyén alakították ki a hátsó vezetőhelyet, a hátsó tengelyek fölött pedig még egy helikopter-leszállópálya is helyet kapott!

## Extrák
Az építő cégek közt igen nagy a verseny, ezért évről évre egyre különlegesebb modelleket építenek, amelyeket a több helyen is megrendezett limo show-kon mutatnak be. A gyártók a méreteken túl az extra kiegészítőkkel licitálnak egymásra, mint például: hidraulikával és távirányítással (akár szárnyszerűen felfelé) nyitható ajtók; megsokszorozott hátsó tengely és kerekek; nyitott hátsó vagy középső traktus, akár pezsgőfürdővel; elkülönített rész; minibár; belső fényeffektusok; füstgép; DVD-lejátszó és LCD képernyők; karaoke rendszer; hi-fi hangrendszer. Természetesen a beépített anyagok minősége, az autók hossza egyre nő, egyre inkább megközelítve a praktikus közlekedés határát.

## Biztonság
Balesetek miatt szorgalmazni kezdték a nyújtott limuzinokra vonatkozó műszaki és biztonsági szabályok szigorúbb ellenőrzését, mivel ezek a járművek adott esetben balesetveszélyes helyzeteket is okozhatnak a normál változatukhoz képest hosszabb méretük miatt, ezen kívül a nagyobb utasférőhelyek miatt sem tekinthetők már hagyományos személyautóknak.

## Limuzin szolgáltatások
- Kiemelt személyek utaztatása
- Esküvői fuvarozás

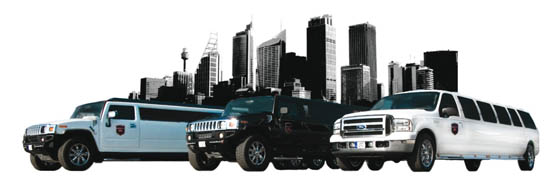
Hummer H2 és Ford Excursion alapokra épített limók

- Éjszakai szórakozás (egész estés limuzinos klubturné)